# San Pablo Coatlán
San Pablo Coatlán es una localidad del estado mexicano de Oaxaca. Es cabecera del municipio de San Pablo Coatlán.

## Demografía
| Censo | Población |
| ----- | --------- |
| 1900  | 457       |
| 1910  | 530       |
| 1921  | 600       |
| 1930  | 539       |
| 1940  | 552       |
| 1950  | 577       |
| 1960  | 624       |
| 1970  | 790       |
| 1980  | 771       |
| 1990  | 969       |
| 1995  | 881       |
| 2000  | 789       |
| 2005  | 770       |
| 2010  | 738       |
| 2020  | 707       |